# 澳大利亚律政部

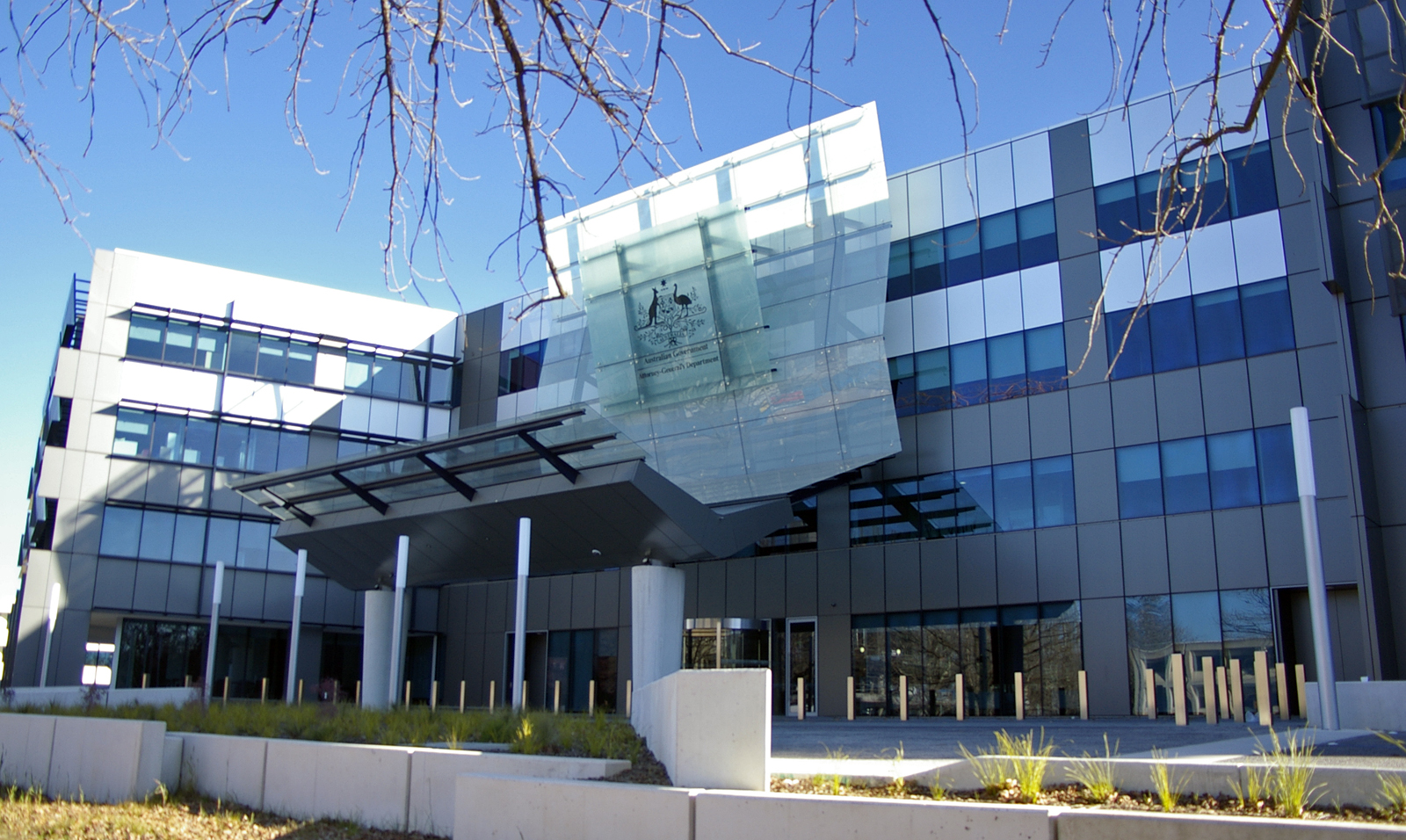
位于澳大利亚首都坎培拉的罗伯特·盖兰办公楼是律政部总部。

律政部是澳洲聯邦政府的部门，负责法律及司法行政。律政部的主管官员是律政部常务次长（Secretary of the Attorney-General's Department），主管律政部的政务官是澳大利亚律政部长（Attorney-General for Australia），现任为Michaelia Cash。僅次於律政部長的律政專員為澳洲法律政策專員（Solicitor-General of Australia）。
律政部是联邦初创时的七个国务部门之一，与联邦同时于1901年1月1日创立。律政部是三个在历史上没有间断运作的联邦部门之一（另外两个是国防部和财政部）。
律政部内部下分四个司（group），各司由助理常务次长主管。四个司分别为：
- 澳大利亚民事檢察署（Australian Government Solicitor）
- 民事司法及公司事务
- 刑事司法
- 国家安全及紧急事件处理

律政部总部位于澳大利亚首都领地坎培拉的巴顿区政府办公区内，国家圍3-5号（3-5 National Circuit）的罗伯特·盖兰办公楼。

## 检察机关
受某些其他国家制度影响，一些中文资料将澳大利亚的律政部长（Attorney-General）职位译为“檢察總長”，但澳大利亚的律政部长是负责司法行政的政务官（相当于英语同名的美国官职美國司法部長），兼负类似英格蘭及威爾斯檢察總長作为政府法律顾问的职责，而澳大利亚負責刑事检控的官員则是刑事檢控專員（Director of Public Prosecutions），其负责的行政辦公室（刑事檢控署）是律政部下属机构，但独立运作，律政部长无权干预具体案件。
其他翻译包括“總法務官”及“司法部长”。

## 律政專員列表
- 律政部長（Attorney-General of Australia）
- 法律政策專員（Solicitor-General of Australia）
- 刑事檢控專員（Director of Public Prosecutions）
- 民事檢察專員（Australian Government Solicitor）